# Matija Mesić
Matija Mesić (Bród, 1826. február 19. – Zágráb, 1878. december 8.), horvát katolikus pap, történész, egyetemi tanár, akadémikus, a Matica hrvatska elnöke.

## Élete és munkássága
Matija Mesić szegény sorsú családban született a szlavóniai Bródban. Apja Likából származott, anyja bródi volt. Elemi iskoláit Pozsegában végezte, majd Zágrábba ment. Nagybátyja Stjepan Ilijašević zágrábi kanonok volt, aki a kis Matiját kanonoki kúriájába fogadta és iskolába küldte. Itt végezte el a gimnáziumot 1842-ben, majd belépett a püspöki szemináriumba. Haulik György érsek tehetséges diákként továbbküldte a bécsi Pazmaneumba és Prágába ahol teológiát, történelmet és földrajzot tanult. 1849-ben szentelték pappá.
A nemzeti tudat ébredésének idején, az illír mozgalom és a „Gaj Danica ilirska” című újság hatására tért vissza Zágrábba. Ekkor merült fel az igény a német helyett az anyanyelv bevezetésére a tanításban. 1850 és 1855 között a Klasszikus Gimnáziumban tanított. Később Mesićet történelemtanárnak és az akkori Ortodox Akadémia igazgatójának nevezték ki, ahol ő maga szorgalmazta, hogy a horvát legyen az oktatás nyelve. Ebben az időszakban tudományos dolgozatokat írt, lefordította az első horvát nyelvű iskolai tankönyveket és történelmi dokumentációkat szerkesztett. Kritikai kiadást készített a Poljicai statútumból és Ivan Kukuljević Sakcinski Acta croaticájáról. Rendezte Baltazar Adam Krčelić levelezését és Stanko Vraz írásait.
Az abszolutizmus összeomlása és az alkotmány 1860-as visszatérése után a horvát parlament megkezdte az egyetem megalapítását. A fő támogató Josip Juraj Strossmayer és Matija Mesić mellett nagyban hozzájárult az egyetem megalapításához, ahol a három kar (teológiai, bölcsész- és jogtudományi, valamint államtudományi) professzorai közül egyhangúlag megválasztották az egyetem első rektorává az 1874/75-ös tanévre. A tanév téli szemeszterében „A horvátok története a nemzeti dinasztiák uralkodása alatt” címmel, míg a nyári félévben „A horvátok története az Árpád-házi királyok uralkodása idején” címmel tartott előadást. Az 1875/76-os tanévben Stjepan Spevec rektor hivatali idejében rektorhelyettessé választották. 1861-ben, valamint 1875 és 1878 között rész vett a horvát parlament munkájában.
Matija Mesić pedagógiai munkája mellett folytatta a horvát történelem tanulmányozását. Ő volt az első, aki teljes fejezeteket és korszakokat dolgozott fel, így hatalmas anyagot rendszerezett. Hozzájárulása a horvát történettudományhoz felbecsülhetetlen, mert Mesićnek köszönhető, hogy a régebbi horvát történelemből számos dokumentumot őriztek meg. Akadémiai tevékenységének keretében számos értekezést írt: Beriszló Péter bánról, a Beriszló nemzetségről, Dmitar Zvonimir horvát király megkoronázásának ezer éves évfordulója tiszteletére és más témákban. Fő művének az 1866-ban írt Zrínyi Miklós élete tekinthető, amely a horvát történeti irodalom eddigi legátfogóbb és legkritikusabban feldolgozott életrajza. Mesić életét és munkásságát legjobb tanítványa, Tadija Smičiklas írta meg, aki a horvát történelem professzoraként követte őt az egyetemen. 1872 és 1874 között a Matica hrvatska elnöke volt. 1878. december 8-án halt meg Zágrábban, 52 évesen.  A zágrábi Mirogoj temetőben temették el.

## Főbb művei
- Život Nikole Zrinjskoga, sigetskoga junaka (1866.)
- Hrvati na izmaku srednjega vijeka (1996.)

## Emlékezete
- A Bródi gimnázium az ő nevét viseli.
- A bródi Gépészmérnöki Kar épületén emléktáblát állítottak a tiszteletére.

## Fordítás
Ez a szócikk részben vagy egészben  a   Matija Mesić című horvát Wikipédia-szócikk ezen változatának fordításán alapul.  Az eredeti cikk szerkesztőit annak laptörténete sorolja fel. Ez a jelzés csupán a megfogalmazás eredetét és a szerzői jogokat jelzi, nem szolgál a cikkben szereplő információk forrásmegjelöléseként.